# Yevhen Seleznyov
Pour les articles homonymes, voir Selezniov.
Yevhen Seleznyov (en ukrainien : Євген Олександрович Селезньов, Yevhen Oleksandrovich Seleznyov, et en russe : Евгений Селезнёв, Ievgueni Selezniov), né le 20 juillet 1985 à Makeïevka (auj. Makiïvka) en RSS d'Ukraine, est un footballeur international ukrainien. Il joue au poste d'attaquant.

## Biographie

### En club
Yevhen Seleznyov est un pur produit du centre de formation du Chakhtar Donetsk. Pour gagner du temps de jeu, il est prêté à l'Arsenal Kiev et devient l'un des meilleurs buteurs du championnat ukrainien lors de la saison 2007-2008 avec 17 réalisations en 24 matchs.
Après avoir réalisé un très bon prêt, il retourne au Chakhtar et prolonge son contrat de cinq ans. Yevhen marque pour son premier match avec le Chakhtar le 3 août 2008 contre l'Illichivets Marioupol (3-0).
Seleznyov joue son premier match en Ligue des champions le 16 septembre 2008 contre le FC Bâle en rentrant à la 74e minute à la place de Luiz Adriano (2-1). Au match retour, le 26 novembre 2008, il marque son premier but en Ligue des champions contre le FC Bâle (5-0).
Au mois de juin 2009, il signe pour 4,5 millions d'euros dans le club du FK Dnipro.
En février 2016, il signe en faveur du club russe du Kouban Krasnodar.

### En équipe nationale
Le 24 mai 2008, lors d'un match amical contre les Pays-Bas, il joue son premier match avec l'Ukraine en rentrant à la 66e minute à la place de Andriy Chevtchenko. Puis le 19 novembre 2008, contre la Norvège, il inscrit son premier but sous les couleurs ukrainiennes en marquant à la 26e.

## Statistiques
| Saison                | Club                  | Championnat           | Championnat | Championnat | Coupe(s) nationale(s) | Coupe(s) nationale(s) | Compétition(s) continentale(s) | Compétition(s) continentale(s) | Compétition(s) continentale(s) | Total | Total |
| Saison                | Club                  | Division              | M.          | B.          | M.                    | B.                    | Comp.                          | M.                             | B.                             | M.    | B.    |
| 2006-2007             | Arsenal Kiev (prêt)   | Top League            | 12          | 2           | -                     | -                     | -                              | -                              | -                              | 12    | 2     |
| 2007-2008             | Arsenal Kiev (prêt)   | Top League            | 24          | 17          | 1                     | 0                     | -                              | -                              | -                              | 25    | 17    |
| 2008-2009             | Chakhtar Donetsk      | Premier League        | 26          | 7           | 4                     | 2                     | C1+C3                          | 3+2                            | 1+1                            | 35    | 11    |
| 2009-2010             | FK Dnipro             | Premier League        | 27          | 13          | 3                     | 4                     | -                              | -                              | -                              | 30    | 17    |
| 2010-2011             | FK Dnipro             | Premier League        | 24          | 17          | 3                     | 1                     | C3                             | 4                              | 1                              | 31    | 19    |
| 2011-2012             | Chakhtar Donetsk      | Premier League        | 23          | 14          | 3                     | 0                     | C1                             | 3                              | 1                              | 29    | 15    |
| 2012-2013             | Chakhtar Donetsk      | Premier League        | 3           | 2           | -                     | -                     | -                              | -                              | -                              | 3     | 2     |
| 2012-2013             | FK Dnipro             | Premier League        | 22          | 7           | 4                     | 0                     | C3                             | 6                              | 3                              | 32    | 10    |
| 2013-2014             | FK Dnipro             | Premier League        | 29          | 13          | 1                     | 1                     | C3                             | 7                              | 2                              | 37    | 16    |
| 2014-2015             | FK Dnipro             | Premier League        | 21          | 8           | 5                     | 3                     | C1+C3                          | 2+11                           | 0+2                            | 39    | 13    |
| 2015-2016             | FK Dnipro             | Premier League        | 16          | 10          | 2                     | 1                     | C3                             | 5                              | 2                              | 23    | 13    |
| 2015-2016             | Kouban Krasnodar      | Premier-Liga          | 9           | 3           | 1                     | 0                     | -                              | -                              | -                              | 10    | 3     |
| 2016-2017             | Chakhtar Donetsk      | Premier League        | 3           | 1           | 2                     | 0                     | C1                             | 2                              | 1                              | 7     | 2     |
| 2016-2017             | Kardemir Karabükspor  | Süper Lig             | 16          | 6           | -                     | -                     | -                              | -                              | -                              | 16    | 6     |
| 2017-2018             | Kardemir Karabükspor  | Süper Lig             | 13          | 1           | 2                     | 1                     | -                              | -                              | -                              | 15    | 2     |
| 2017-2018             | Akhisar Belediyespor  | Süper Lig             | 17          | 6           | 5                     | 4                     | -                              | -                              | -                              | 22    | 10    |
| 2018-2019             | Akhisar Belediyespor  | Süper Lig             | 7           | 3           | 1                     | 1                     | C3                             | 3                              | 0                              | 11    | 4     |
| 2018-2019             | Málaga CF             | LaLiga 2              | 1           | 0           | -                     | -                     | -                              | -                              | -                              | 1     | 0     |
| Total sur la carrière | Total sur la carrière | Total sur la carrière | 293         | 130         | 37                    | 18                    | -                              | 48                             | 14                             | 378   | 162   |

## Buts en sélection
|     | Date             | Lieu                                        | Adversaire        | Résultat | Compétition                             |
| --- | ---------------- | ------------------------------------------- | ----------------- | -------- | --------------------------------------- |
| 1.  | 19 novembre 2008 | Stade olympique de Kiev, Kiev, Ukraine      | Norvège           | 1-0      | Match amical                            |
| 2.  | 10 février 2009  | Stade Tsírio, Limassol, Chypre              | Slovaquie         | 3-2      | Tournoi de Chypre                       |
| 3.  | 5 septembre 2009 | Stade Dynamo Lobanovski, Kiev, Ukraine      | Andorre           | 5-0      | Éliminatoires de la Coupe du monde 2010 |
| 4.  | 14 octobre 2009  | Estadi Comunal, Andorre-la-Vieille, Andorre | Andorre           | 6-0      | Éliminatoires de la Coupe du monde 2010 |
| 5.  | 4 septembre 2010 | Stade Ludwik Sobolewski, Łódź, Pologne      | Pologne           | 1-1      | Match amical                            |
| 6.  | 14 août 2013     | Stade olympique de Kiev, Kiev, Ukraine      | Israël            | 2-0      | Match amical                            |
| 7.  | 6 septembre 2013 | Arena Lviv, Lviv, Ukraine                   | Saint-Marin       | 9-0      | Éliminatoires de la Coupe du monde 2014 |
| 8.  | 15 octobre 2013  | Stadio Olimpico, Serravalle, Saint-Marin    | Saint-Marin       | 8-0      | Éliminatoires de la Coupe du monde 2014 |
| 9.  | 15 octobre 2013  | Stadio Olimpico, Serravalle, Saint-Marin    | Saint-Marin       | 8-0      | Éliminatoires de la Coupe du monde 2014 |
| 10. | 9 octobre 2015   | Philip II Arena, Skopje, Macédoine          | Macédoine du Nord | 2-0      | Éliminatoires de l'Euro 2016            |
| 11. | 14 novembre 2015 | Arena Lviv, Lviv, Ukraine                   | Slovénie          | 2-0      | Barrages de l'Euro 2016                 |

## Palmarès
Chakhtar Donetsk
- Champion d'Ukraine en 2012
- Vainqueur de la Coupe d'Ukraine en 2012
- Vainqueur de la Supercoupe d'Ukraine en 2008 et 2012
- Vainqueur de la Coupe UEFA en 2009

 FK Dnipro
- Finaliste de la Ligue Europa en 2015

 Akhisar Belediyespor
- Vainqueur de la Coupe de Turquie en 2018
- Vainqueur de la Supercoupe de Turquie en 2018